# パフタコール (ジザフ州)
パフタコール (ラテン文字:Pakhtakor, Pahtakor, Paxtakor、ウズベク語: Paxtakor / Пахтакор、ロシア語: Пахтакор) はウズベキスタン・ジザフ州の都市である。州都のジザフからは北北東に約25kmの位置にある。1989年の人口は15,336人、2012年の人口は23,593人となっている。「パフタコル」と表記されることもある。

## 概要
1974年に都市として設立された。 街の主な産業は製綿業である。街にはジザフからタシュケントへと向かうウズベキスタン鉄道の駅がある。